# Kent (banda)
Kent fue una banda de rock sueca fundada en Eskilstuna el 16 de mayo de 1990, con el nombre Coca-Cola Kids, más tarde Jones & Giftet (Jones y el Veneno), y Havsänglar (Ángeles de mar). 
Ha tenido varios grandes éxitos en la radio sueca, desde el rotundo éxito de Kräm (så nära får ingen gå). En la actualidad, Kent es probablemente la banda de rock más popular en Suecia, pero no son tan conocidos fuera de Escandinavia debido a que sus letras están en sueco. La banda ha intentado hacer carrera internacional con versiones en inglés y en sueco de sus álbumes Isola y Hagnesta Hill, acompañados de giras en Estados Unidos, pero desistieron tras no haber logrado el éxito esperado, incluso poniendo en peligro la estabilidad de la banda.
La agrupación se ha resultado ser muy activa al momento de realizar álbumes ya que desde la salida del primero en 1995 las entregas de estos han sido constantes y de un género variado. 

## Miembros
- Joakim Berg – Voz principal, guitarra
- Martin Sköld – Bajo
- Markus Mustonen – Batería, voz acompañante
- Sami Sirviö – Guitarra principal
- Harri Mänty – Guitarra rítmica (1996-2006)
- Thomas Bergqvist – Teclados (1990–1992)
- Martin Roos – Guitarra rítmica (1992–1995)

## Biografía

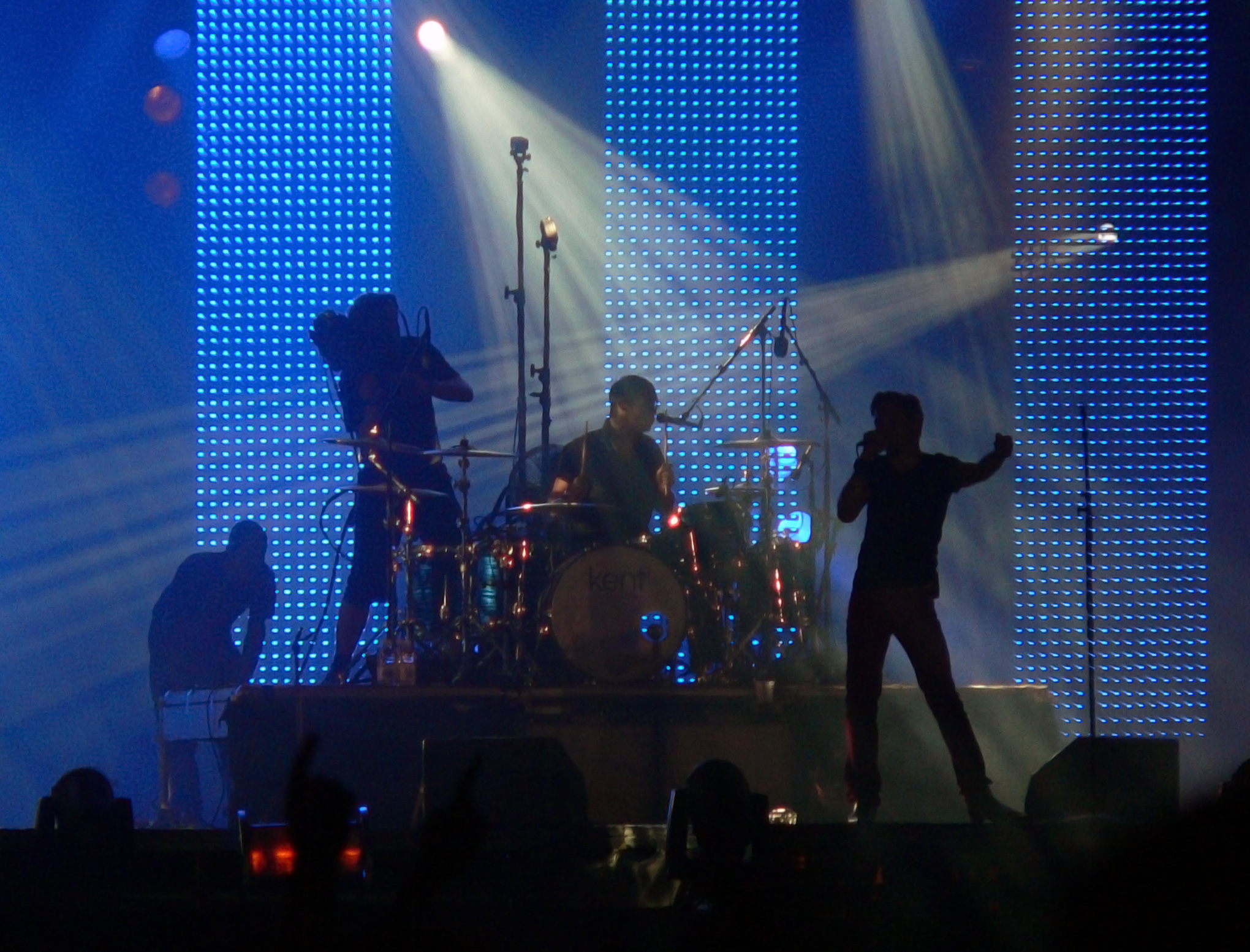
Un concierto de Kent

El grupo se formó en 1990 como Jones & Giftet (Jones y el Veneno) y estaba compuesto por Joakim Berg, Martin Sköld, Markus Mustonen, Sami Sirviö y Thomas Bergqvist. Este último sería sustituido en 1992 por Martin Roos y la banda cambiaría su nombre por Havsänglar (Ángeles de mar). 
En 1993 la banda se mudó a Estocolmo y pasó a llamarse Kent a partir de entonces. Kent es un nombre común masculino en Suecia, pero en la época de la formación de la banda, había caído en desuso y era considerado anticuado. Los miembros del grupo lo eligieron para expresar que se sentían excluidos y fuera de lugar en su ciudad natal.
En 1995, año de publicación del primer álbum, Kent, Harry Mänty sustituyó a Martin Roos. Un año después la banda publicó Verkligen (Verdaderamente), que alcanzó el número uno en Suecia, y cuyo sencillo Kräm (Crema) llegó al top 10. Después de una gira, se publicó Isola (Isla), el tercer álbum de estudio, en 1997. La última canción del disco, 747, que dura exactamente 7:47 minutos, es una de las canciones preferidas por los fanes. 
Debido a la creciente popularidad del grupo, se decidió publicar el álbum en inglés e ir de gira por Estados Unidos, no teniendo el éxito esperado. El siguiente álbum, Hagnesta Hill (1999) volvió a ser un gran éxito en Escandinavia, mientras que la versión inglesa y una nueva gira estadounidense volvieron a tener un éxito muy reducido. 
En el 2000 se publicó un doble álbum recogiendo todas las caras B publicadas por el grupo (B-Sidor 95-00) y en 2002 apareció Vapen & Ammunition (Armas y munición). El disco permaneció 7 semanas en el número 1 y produjo el primer sencillo de la banda que alcanzó el número uno, Dom andra (Los otros). Con más de 200.000 unidades vendidas, el disco se convirtió en el de mayor éxito de la banda. 
El grupo dio un concierto en 2003 en el Estadio de Estocolmo ante más de 30.000 fanes, que fue llamado El Concierto Blanco, ya que la banda había pedido a los asistentes que llevaran ropa blanca.

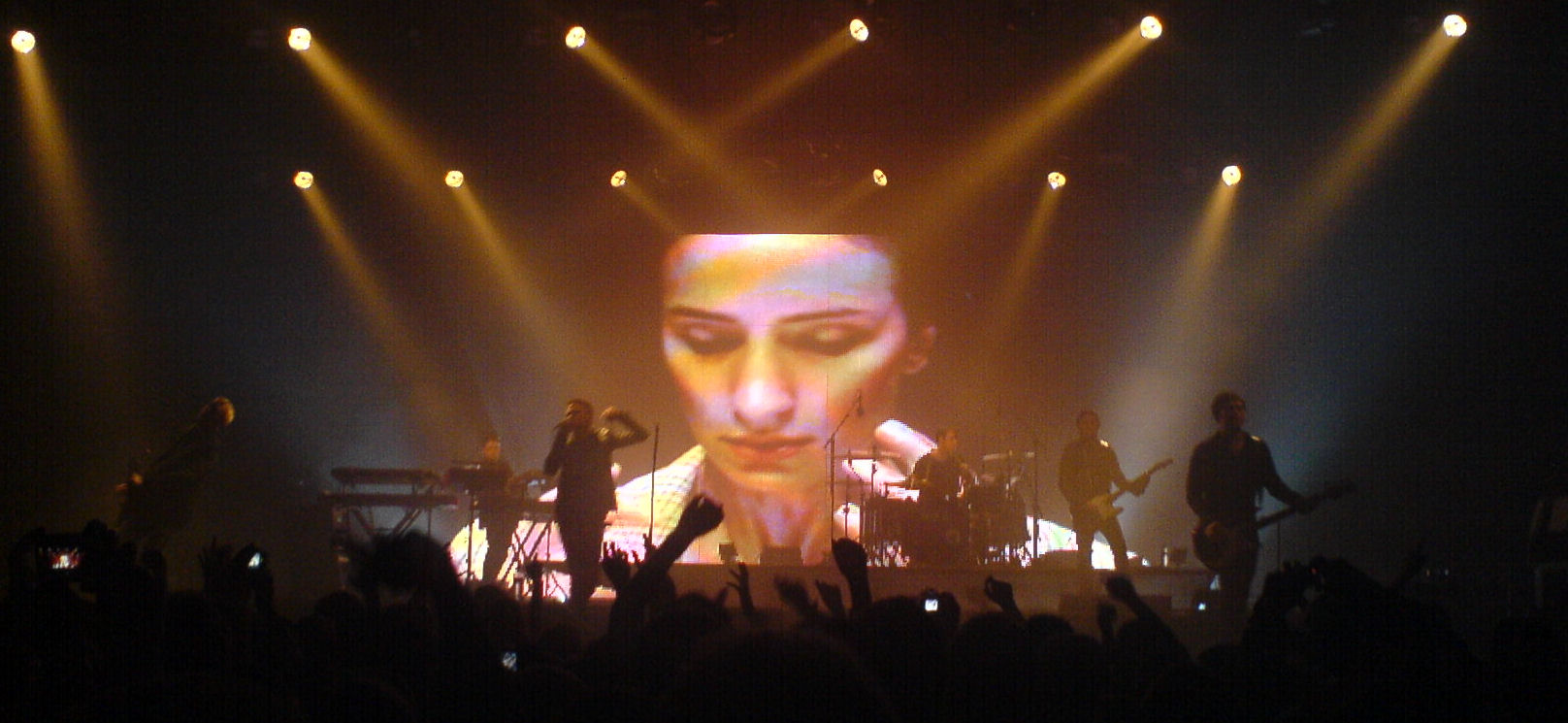
Un concierto de Kent, 2008.

En 2005 se publicó Du & jag döden (Tú y yo, la muerte), que volvió a estar entre los primeros de las listas durante varias semanas, y que contenía dos sencillos que alcanzaron el número uno, Max 500 y Palace & Main. 
Durante ese año aparecieron rumores acerca de que el grupo se encontraba de nuevo en el estudio, y en otoño apareció The Hjärta & Smärta EP (Corazón y dolor), anunciado sólo un par de semanas antes de su publicación, que volvería a obtener el número uno en la lista de sencillos. Este EP contenía cinco canciones, entre ellas el éxito Dom som försvann (Aquellos que desaparecieron), para el cual se hizo un videoclip que ganó un premio nacional.
A colación de un documental sobre niños maltratados, la banda publicó a principios de 2006 una canción acerca del tema, llamada Nålens öga (El ojo de la aguja), cuyos fondos se destinan a combatir la violencia en la familia.
El 9 de enero de 2007 se anunció que Harri Mänty, guitarrista del grupo, había decidido dejar el grupo a fines del 2006, antes de que la grabación del nuevo disco se comenzara.

### Tillbaka Till Samtiden y el cambio de sonido
El 27 de octubre de 2007 Kent lanzó su álbum más reciente en ese entonces: Tillbaka till samtiden (De vuelta a la época actual) el cual mostraba un estilo diferente al que la banda nos tenía acostumbrados. Este álbum estableció un antes y un después en el sonido de la banda ya que a partir de este el género de Kent dejaría de ser  "Rock Alternativo" para pasar a ser "electro pop"  otra cosa que lo hace peculiar a comparación de los trabajos anteriores es que el álbum deja en un segundo plano el sonido de las guitarras e incorpora sonidos "electrónicos"  siendo estos los principales de algunas canciones ya que en algunos casos se hace una combinación de ambos.
El álbum fue una fuerte influencia en los trabajos posteriores de la banda ya que más adelante se incorporarían elementos que fueron establecidos con este nuevo álbum.
El cambio en el sonido en la banda no fue motivo para que dejara de ser popular ya que Tillbaka till samtiden tuvo una buena aceptación de su público. 

### Último álbum y gira de despedida
El 14 de marzo de 2016 la banda hizo público en su sitio web oficial la noticia de una última gira por Escandinavia, el lanzamiento de un nuevo material discográfico y un álbum recopilatorio de grandes éxitos, así como la desintegración definitiva de Kent, después de veintiséis años de actividad. La fecha de su separación está programada para el 17 de diciembre de ese mismo año, es decir, después de ofrecer su último concierto juntos en el Tele2 Arena de Estocolmo. Asimismo se publicaron 2 nuevos singles de su última producción  "Egoist" y "Vi är inte längre där"  lanzados el 14 de marzo y el 4 de mayo,  los cuales estarán incluidos próximamente en el álbum Då som nu för alltid (Entonces, como ahora, por siempre), y que será lanzado el 20 de mayo.

## Discografía

### Álbumes de estudio
- Kent (1995)
- Verkligen (1996) [Verdaderamente]
- Isola (1997) [Isla]
- Hagnesta Hill (1999)
- B-sidor 95-00 (2000) (Compilación de B-Sides)
- Vapen & ammunition (2002) [Arma y munición]
- The hjärta och smärta EP (2005) (EP) [El EP del corazón y el dolor]
- Du & jag döden (2005) [Tú y yo, la muerte]
- Tillbaka till samtiden (2007) [De vuelta a la época actual]
- Röd (2009) [Rojo]
- En plats i solen (2010) [Un lugar en el sol]
- Jag är inte rädd för mörkret (2012) [No le temo a la oscuridad]
- Tigerdrottningen (2014) [La reina tigre]
- Då som nu för alltid (2016) [Entonces, como ahora, por siempre]